# Kōda Rohan
Kōda Rohan,  (幸田 露伴?), pseudonimo di Kōda Shigeyuki (幸田 成行?) (Tokyo, 23 luglio 1867 – Tokyo, 30 luglio 1947), è stato uno scrittore giapponese.

## Biografia

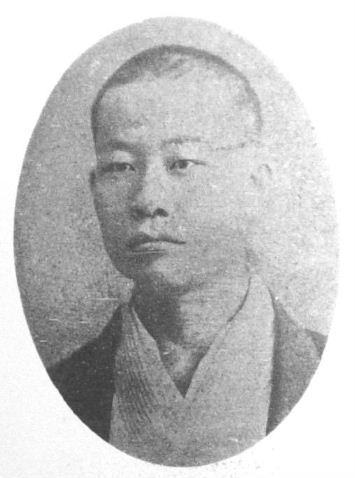
Kōda Rohan

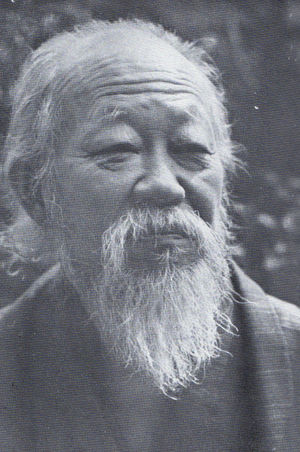
Kōda Rohan nel 1941

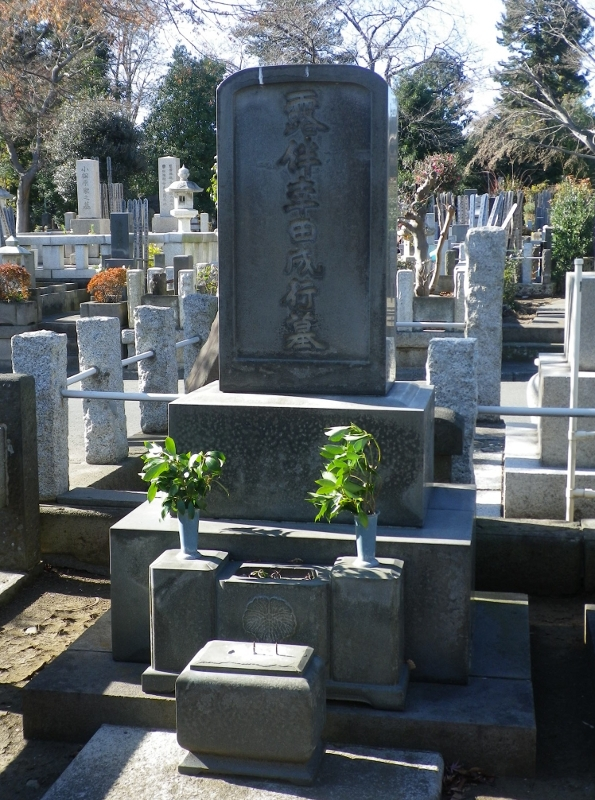
Tomba di Kōda Rohan

Kōda Rohan eseguì studi tecnici presso la Scuola del Ministero delle Poste e Telecomunicazioni di Tokyo, e incominciò a lavorare come telegrafista nella città di Hokkaidō.
Dopo pochi anni preferì rientrare a Tokyo per dedicarsi alla letteratura.
All'età di ventidue anni, subito dopo i suoi esordi, si mise in luce con il racconto Fūryū Butsu ("Il Buddha scolpito con amore", 1889), con il quale ottenne un buon successo sia di critica sia di pubblico.
In seguito, alcune sue opere come Gojū no tō ("La pagoda a cinque piani", 1891), si basarono sulla sua fede buddhista, oltre che sulla tematica dei valori universali dell'arte.
Kōda Rohan inizialmente aderì al gruppo letterario attorno alla rivista Garakuta-Bunko ("Il piacere della nostra biblioteca"), ma in un secondo tempo scelse di fondare un suo periodico, intitolato Shinshō-setsu ("Il nuovo romanzo"), incentrato sulle sue idee riformatrici, con il quale contribuì alla diffusione del movimento romantico giapponese (Roman-shugi).
Kōda Rohan criticò la tendenza, tipica del Periodo di Rinnovamento Meiji (1868-1912), di apertura non solo in ambito sociale, economico o politico, ma anche culturale, che prevedeva,
su ispirazione della letteratura europea, di scrivere romanzi basati su temi sociali e con tecniche e stili europei, preferendo, invece, approfondire tematiche di tradizione letteraria giapponese, universali ed elevate, ideali per esprimere i sentimenti, le passioni,la forte volontà, i poteri dell'immaginazione, l'arte per l'arte, le teorie, le astrazioni,l'onore, la lealtà, l'amicizia, la ricerca dell'immortalità e la spiritualità.
Nel suo ultimo periodo creativo, Kōda Rohan si allontanò dal suo collega Ozaki Kōyō, con il quale, invece, in precedenza aveva formato un binomio letterario, chiamato Ko-Ro, assurto come simbolo del periodo letterario giapponese.
Con l'opera Sora utsu nami ("Onde che si scagliano contro il cielo", 1903-1905), Kōda Rohan evidenziò una tendenza più realistica, più aperta e umana, ma il suo capolavorò risultò incompiuto.
Negli ultimi anni Kōda Rohan si interessò alla storia del Giappone e della Cina e il suo ultimo libro, una descrizione delle opere del maestro di haiku Matsuo Bashō, fu completato l'anno della sua morte.
Kōda Rohan insegnò alla facoltà di letteratura giapponese dell'Università imperiale di Kyoto.
Come ricercatore era sempre molto interessato alla cultura del soprannaturale e alle pratiche magiche del Taoismo e Zen, anche se come religioso fu un profondo conoscitore del buddhismo, diventando un buddhista della setta Nichiren. La sua famiglia, nel 1886, si convertì al cristianesimo protestante, e Kōda Rohan si sposò una prima volta, nel 1895 con Kimi, con la quale ebbe due figli, Aya (1904-1990) e Shigetoyo (? -1926); Kimi morì nel 1910 e tre anni dopo si risposò di nuovo con una intellettuale cristiana, Kodama Yayoko (1872-1945).
Nel 1937 fu il primo a ricevere l'Ordine della Cultura (bunka kunshō).
Sua figlia Aya, fu una nota autrice che spesso scrisse di lui.

## Opere principali

### Racconti
- Tsuyu dandan (1889);
- Fūryū Butsu (1889);
- Tai dokuro (1890);
- Gojū no tō (1891);
- Ten utsu nami (1905);
- Unmei (1919).

### Poesie
- Shutsuro (1905).

### Romanzi
- Isanatori (1891);
- Fūryū mijinzō (incompleto).